# 2-甲基-1,2-丙二胺
2-甲基-1,2-丙二胺是一种有机化合物，化学式为C4H12N2。它可由4,5-二氢-2,5,5-三甲基咪唑和氢氧化钾溶液回流水解得到。它可以和芳香醛反应，生成相应的席夫碱。